# 格羅弗嶺
格羅弗嶺（英語：Grover's Mill）是位於美國紐澤西州墨瑟縣西溫莎市的一個非建制地區，這個村莊據稱建於18世紀，離紐澤西州首府翠登和普林斯頓大學不遠。該地由於被1938年廣播劇《世界大戰》描繪為火星人的著陸地點而知名。

## 歷史
1938年，奧森·威爾斯將英國作家H·G·威爾斯所著科幻小說《世界大戰》改編為廣播劇在美國播出，將原著裡火星人降落地點從英格蘭改至美國格羅弗嶺。劇中宣稱「一個巨大、炽热的物體」降落在格羅弗嶺附近的農場，隨後火星人現身消滅了包括州警察和官兵在內的現場群眾，他們的屍體被燒到「嚴重變形」......。該劇播出後在美國全國引起了極大恐慌效應；當時甚至有幾個「冒險家」持槍前往格羅弗嶺，將那裡的水塔當成火星飛船來射擊。
1988年，在格羅弗嶺的凡內斯特公園（Van Nest Park）內被建立了一座名為「火星人著陸點」的六英尺高青銅浮雕紀念碑，其中呈現了在麥克風前的奧森·威爾斯、聆聽收音機的一家人以及一台火星三腳戰機。